# Medelpads runinskrifter 2
Runinskrift M 2 är ett runstensfragment som hittades i Svala, Njurunda socken, men står numera vid Njurunda kyrka i Medelpad.
Enligt Teet 1684 skall runstensfragmentet varit uppställt här. Runstenen slogs av sedermera och flyttades på mon. År 1923 flyttades fragmentet till Njurunda kyrka.
Blott några få runor återstår och den translittererade inskriften lyder enligt nedan:

## Inskriften
Translitterering av runraden:
oskir barþi
Normalisering till runsvenska:
Asgæiʀʀ/Asgærðr barði.
Översättning till nusvenska:
Asger högg